# Marius Grigonis
Marius Grigonis (Kaunas, 26 de abril de 1994) es un baloncestista lituano que pertenece a la plantilla del Panathinaikos BC de la A1 Ethniki griega. Con 1,98 metros de estatura, juega en la posición de alero

## Biografía

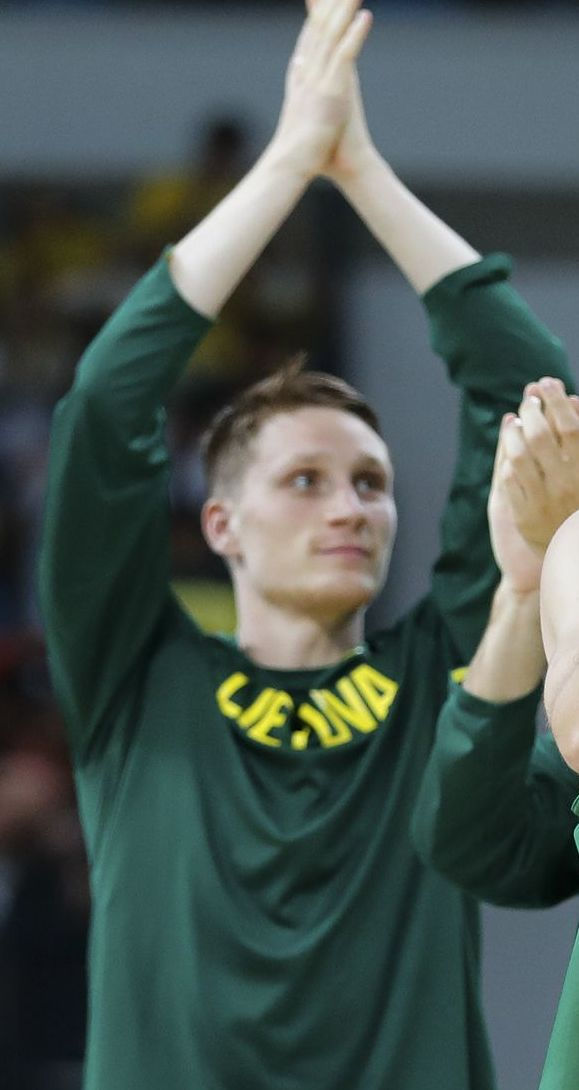
Grigonis en Río 2016.

Grigonis se formó en la escuela de baloncesto de Arvydas Sabonis, y más tarde llegó ya a las categorías inferiores del Zalgiris Kaunas. Ha sido internacional en los combinados lituanos sub-16, 18, 19 y 20. Lideró a la selección lituana para ganar la plata en el Europeo sub-16 en 2010, también la plata en el continental U18 en 2012, y el bronce en el Mundial de 2013.
La temporada 2013-14 fichó por el Peñas Huesca, donde hace una gran campaña ya en su primer año. Grigonis, fue considerado el mejor escolta y nominado en el quinteto ideal de la competición. Sus promedios fueron 12,9 puntos, 2,9 rebotes y asistiendo 2 veces por partido.
En 2014 ficha por el Bàsquet Manresa, equipo en el que juega durante 2 temporadas.
La temporadas 2016-17 juega en el CB Canarias donde gana la Basketball Champions League  y es el MVP de la final. 
En la temporada 2017-18 juega en el ALBA Berlín. Al año siguiente vuelve a su país para jugar en el Zalgiris Kaunas, equipo en el que se formó.
En junio de 2021, firma por el PBC CSKA Moscú de la Superliga de baloncesto de Rusia por 3 temporadas.
El 15 de julio de 2022, firma por el Panathinaikos BC de la A1 Ethniki de Grecia.

### Selección nacional
En septiembre de 2022 disputó con el combinado absoluto lituano el EuroBasket 2022, finalizando en decimoquinta posición.